# Craig McCracken
Craig Douglas McCracken (Charleroi, Pensilvânia, 31 de março de 1971) é um desenhista, animador, escritor, produtor e designer norte-americano. Ficou conhecido por criar séries de desenho animado como As Meninas Superpoderosas, A Mansão Foster para Amigos Imaginários para o canal Cartoon Network e Galáxia Wander para o canal Disney Channel. Iniciou sua carreira profissional como diretor de arte nas séries 2 Cachorros Bobos e Laboratório de Dexter. Ele é casado desde 2004 com a colega de profissão Lauren Faust. Seu mais recente trabalho, Kid Cosmic, estreou na Netflix em fevereiro de 2021.
Considerado como "um dos criadores de desenhos de comédia-episódica mais bem sucedidos", seu estilo é baseado "na vanguarda de uma segunda onda de animação televisiva inovadora" na década de 1990, juntamente com a de outros animadores como Genndy Tartakovsky, e foi creditado como "um grampo da animação americana".

## Produções

### Séries de animação
| Série                               | Exibição                                         |
| ----------------------------------- | ------------------------------------------------ |
| The Powerpuff Girls                 | Cartoon Network (1998–2005)                      |
| Foster's Home for Imaginary Friends | Cartoon Network (2004–2009)                      |
| Galáxia Wander                      | Disney Channel (2013–2014) Disney XD (2014–2016) |